# Saison 1 du Maître du Haut Château
Chronologie
Saison 2
Cet article présente le guide des épisodes de la première saison de la série télévisée américaine Le Maître du Haut Château (The Man in the High Castle).

## Distribution[1]

### Acteurs principaux
- Alexa Davalos (VF : Sandra Valentin) : Juliana Crain
- Rupert Evans (VF : Anatole de Bodinat) : Frank Frink
- Luke Kleintank (VF : Valéry Schatz) : Joseph « Joe » Blake
- DJ Qualls (VF : Vincent de Bouard) : Ed McCarthy
- Joel de la Fuente (VF : Olivier Chauvel) : Takeshi Kido, inspecteur du Kenpeitai
- Cary-Hiroyuki Tagawa (VF : Patrick Osmond) : Nobusuke Tagomi, ministre japonais du Commerce
- Rufus Sewell (VF : François Delaive) : SS-Obergruppenführer John Smith

### Acteurs récurrents
- Brennan Brown (VF : Bernard Bollet) : Robert Childan
- Chelah Horsdal (VF : Laurence Bréheret) : Helen Smith
- Lee Shorten (VF : Romain Altché) : Sergent Hiroyuki Yoshida
- Arnold Chun (VF : Stéphane Fourreau) : Kotomichi
- Rick Worthy (en) (VF : Frantz Confiac) : Lemuel « Lem » Washington
- Aaron Blakely (VF : Stanislas Forlani) : Commandant Erich Raeder
- Quinn Lord (VF : Julien Crampon) : Thomas Smith
- Macall Gordon (VF : Maïté Monceau) : Anne Crain Walker
- Genea Charpentier (VF : Clara Quilichini) : Jennifer Smith
- Conor Leslie (VF : Victoria Grosbois) : Trudy Walker
- Steve Byers (VF : Benjamin Gasquet) : Commandant Lawrence Klemm
- Jessie Fraser (VF : Marine Tuja) : Rita Pearce
- Gracyn Shinyei (VF : Clara Soares) : Amy Smith
- Neal Bledsoe (VF : Eilias Changuel) : Capitaine Connolly
- Carsten Norgaard (VF : Gérard Darier) : Colonel Rudolph Wegener
- Daisuke Tsuji : Prince Héritier Akihito
- Mayumi Yoshida (en) : Princesse Michiko Shõda
- Michael Gaston (VF : Gilbert Lévy) : Mark Sampson
- Daniel Roebuck (VF : Jean-François Aupied) : Arnold Walker
- Geoffrey Blake (VF : Jérôme Wiggins) : Doc Meyer
- Camille Sullivan (VF : Sybille Tureau) : Karen Vecchione
- Bernhard Forcher (VF : Sylvain Agaësse) : Ambassadeur Hugo Reiss
- Alex Zahara : SS-Oberführer Oliver Diels
- Ray Proscia : SS-Oberstgruppenführer Reinhard Heydrich
- Kevin McNulty : Dr Gérard Adler
- Allan Havey : l'homme aux origami
- Burn Gorman : Le Marshall

## Épisodes

### Épisode 1:Un nouveau monde
- États-Unis : 15 janvier 2015 sur Amazon Video
- France : 24 octobre 2015 sur Amazon Video

### Épisode 2:Soleil levant
- États-Unis : 24 octobre 2015 sur Amazon Video
- France : 24 octobre 2015 sur Amazon Video

### Épisode 3:La Femme esquissée
- États-Unis : 19 novembre 2015 sur Amazon Video
- France : 20 novembre 2015 sur Amazon Video

### Épisode 4:Révélations
- États-Unis : 19 novembre 2015 sur Amazon Video
- France : 20 novembre 2015 sur Amazon Video

### Épisode 5:Nouvelle réalité
- États-Unis : 19 novembre 2015 sur Amazon Video
- France : 20 novembre 2015 sur Amazon Video

### Épisode 6:Trois singes
- États-Unis : 19 novembre 2015 sur Amazon Video
- France : 20 novembre 2015 sur Amazon Video

### Épisode 7:Le Prix de la vérité
- États-Unis : 19 novembre 2015 sur Amazon Video
- France : 20 novembre 2015 sur Amazon Video

### Épisode 8:Fin du monde
- États-Unis : 19 novembre 2015 sur Amazon Video
- France : 20 novembre 2015 sur Amazon Video

### Épisode 9:Avec douceur
- États-Unis : 19 novembre 2015 sur Amazon Video
- France : 20 novembre 2015 sur Amazon Video

### Épisode 10:Une issue
- États-Unis : 19 novembre 2015 sur Amazon Video
- France : 20 novembre 2015 sur Amazon Video